# Nürburgring Nordschleife
La Nordschleife (in tedesco, anello nord) è il più celebre dei circuiti del complesso del Nürburgring. Ha ospitato ventidue edizioni del Gran Premio di Germania di Formula 1 (dal 1951 al 1954, dal 1956 al 1958, dal 1961 al 1969 e dal 1971 al 1976), otto del Gran Premio di Germania del Motomondiale (nel 1955, nel 1958, nel 1970, nel 1972, nel 1974, nel 1976, nel 1978 e nel 1980) e attualmente ospita la 1000 km del Nürburgring e la 24 Ore del Nürburgring.

## Storia

### Gli albori

Il tracciato della Nordschleife come si presentava alla sua inaugurazione, nel 1927

Inaugurato il 18 giugno 1927 assieme al più piccolo Südschleife, la Nordschleife divenne subito il circuito principale del complesso, per la sua lunghezza e complessità tecnica. L'intento di coloro che l'avevano disegnato era quello di realizzare un circuito che mettesse in crisi anche le migliori vetture in quanto, sin dall'inizio, era previsto che il tracciato potesse essere affittato alle case costruttrici per collaudare nuovi modelli; inoltre la pista fu immediatamente aperta al pubblico, caratteristica che ha ancora oggi. A parte le prime tre edizioni, il Gran Premio di Germania si tenne sempre sulla sola Nordschleife, a suggellare la superiorità che era stata evidente sin dall'inizio. Uscito illeso dai bombardamenti della Seconda guerra mondiale, durante la quale fu inattivo, fu invece gravemente danneggiato dalla decisione di alcuni militari alleati di percorrere i suoi 23 chilometri coi carrarmati; questo obbligò i gestori del circuito a rifare completamente la sede stradale.

Lo Start- und Ziel-Schleife, il doppio rettilineo che collegava la Nordschleife alla Südschleife

### La Formula 1
A partire dal 1951 il Gran Premio di Germania fu inserito stabilmente nel mondiale di Formula 1, fatta eccezione per il 1955 e il 1960; la gara lasciò la sua sede tradizionale per la prima volta nel 1959, quando si corse all'AVUS. La prima modifica significativa al tracciato originale si ebbe nel 1967 quando, per limitare la velocità con cui le vetture arrivavano al traguardo, fu inserita una chicane alla fine del lungo rettilineo di Antoniusbuche; nonostante ciò, il Nordschleife restava un circuito estremamente pericoloso, teatro ogni anno di decine di incidenti mortali. I piloti, guidati in questa battaglia da Jackie Stewart, ottennero che il circuito fosse modificato (ragion per cui nel 1970 il Gran Premio di Germania fu spostato al Hockenheimring).
In quell'occasione il tracciato subì modifiche molto importanti: fu interamente rifatta la sede stradale con l'addolcimento di moltissimi dossi, la carreggiata del rettilineo fu allargata e lungo tutti i 23 chilometri furono installati dei guard-rail; inoltre fu realizzato un muretto per separare la corsia dei box dalla pista. Questi interventi fecero mugugnare molti appassionati, ma permisero allo storico circuito di tornare nel calendario del campionato del mondo l'anno successivo. Tuttavia il Nordschleife restava un circuito di estrema pericolosità: durante il Gran Premio di Germania 1976 Niki Lauda ebbe un gravissimo incidente fra l'ottavo e il nono chilometro del tracciato. Lo schianto contro una parete rocciosa al margine del tracciato fece prendere fuoco alla Ferrari dell'austriaco che si salvò solo grazie all'intervento di alcuni colleghi: Arturo Merzario, Harald Ertl, Guy Edwards e Brett Lunger; infatti l'eccessiva lunghezza del tracciato impediva di dislocare i commissari lungo tutto il percorso. Questo evento segnò la fine definitiva del matrimonio fra la Formula 1 e la vecchia pista: il sindacato dei piloti, guidato dallo stesso Lauda, ottenne lo spostamento definitivo della corsa ad Hockenheim.

### La Nordschleife oggi
L'anno seguente iniziarono i lavori per costruire la nuova pista di 4 556 metri che utilizzava solo una porzione del breve rettilineo dei box del precedente circuito e per realizzare contestualmente una bretella di collegamento che riduceva a 20 832 metri la lunghezza della Nordschleife. Quest'ultima configurazione, che è tuttora in uso per i giri turistici, venne utilizzata per la prima volta in occasione della 1000 km del Nürburgring del 28 maggio 1983, gara endurance per sport prototipi, mentre i lavori per la nuova pista si avviavano alla conclusione. Nelle prove di qualificazione per questa gara Stefan Bellof, alla guida di una Porsche 956, siglò la pole position con un tempo di 6:11,13 a una media di oltre 200 km/h, stabilendo il record della pista sui 20 832 metri del Nordschleife. Una prestazione rimasta imbattuta in competizioni ufficiali, sebbene il 29 giugno 2018 il tedesco Timo Bernhard abbia registrato sul cronometro il tempo di 5:19,546 alla guida di una Porsche 919 Hybrid Evo, in occasione della sesta tappa del Porsche 919 Tribute Tour.
A livello di competizioni ufficiali il circuito viene utilizzato annualmente per la 24 Ore del Nürburgring attraverso l'uso di due raccordi che lo collegano alla pista Gp-Strecke, di cui sfrutta i box e tutto il tracciato tranne la porzione della Mercedes Arena, per un totale di 25 378 metri di lunghezza. Inoltre sin dalla sua fondazione la pista è accessibile a pagamento al pubblico che può percorrere un giro sui 20 832 metri di tracciato. La zona del traguardo, che è stata inglobata nella nuova pista, è vietata ai turisti. Ancor oggi il vecchio anello nord del Nürburgring è meta di un vasto numero di appassionati delle due e quattro ruote che vengono da tutto il mondo per percorrere un giro su quello che è a tutti gli effetti uno dei tracciati maggiormente ricchi di fascino nella storia degli sport motoristici. Durante il periodo invernale la Nordschleife è stata per anni sede dell'Elefantentreffen, uno dei più famosi raduni motociclistici europei. Alcune riviste motoristiche, come le italiane alVolante e Superwheels, portano alla Nordschleife alcune auto e moto in prova per testarle nelle impegnative condizioni che la pista impone. 
Da alcuni anni a questa parte il tracciato è sempre più utilizzato dalle case automobilistiche di tutto il mondo come pista di prova per testare e sviluppare i prototipi dei nuovi modelli di vetture da lanciare sul mercato. La particolare conformazione del circuito, che alterna curve lente a curve veloci, rettilinei a saliscendi, lo rende difatti completo dal punto di vista tecnico e perciò un ottimo banco di prova per stabilire la validità di un progetto. Inoltre viene utilizzato da molte case automobilistiche per scopi promozionali in quanto il blasone del circuito, teatro in passato di sfide epiche, si presta molto bene a prove di automobili stradali e i tempi ottenuti sul giro sono un buon termine di paragone per appassionati o potenziali acquirenti. In questo contesto, l'attuale record assoluto di percorrenza del circuito per vetture omologate per uso stradale ed equipaggiate con pneumatici stradali appartiene alla Radical SR8 LM guidata dal pilota olandese Michael Vergers che, con il tempo di 6 minuti e 48 secondi stabilito il 20 agosto 2009, ha migliorato di 8 secondi il precedente primato ottenuto da lui stesso nel 2005.
Per quello che riguarda il record di un'auto derivata da un modello stradale il primato, precedentemente della Ferrari 599XX col tempo di 6:58,160 stabilito il 23 aprile 2010 dal test driver Raffaele De Simone, appartiene alla Pagani Zonda R (6 minuti e 47 secondi) ed è stato stabilito il 30 giugno 2010. Il 28 aprile 2007, per la prima volta dopo trent'anni, una vettura di Formula 1 ha di nuovo girato sul Nordschleife con alcune tornate dimostrative effettuate da Nick Heidfeld sulla BMW Sauber. Nel 2011 la Porsche Supercup ha disputato una gara su questo tracciato, mentre nel 2013 la Renault Wind è diventata la sportiva compatta più veloce di tutti i tempi su questo tracciato. Nel 2015 il pilota Jann Mardenborough ha preso il volo e scavalcato le recinzioni, uccidendo accidentalmente uno spettatore, ferendosi gravemente lui stesso.
Il 29 giugno 2018 Timo Bernhard ha compiuto con una Porsche 919 Hybrid Evo un tempo record sul giro di 5:19,546, ma questo primato non è ufficialmente riconosciuto dalla FIA in quanto fatto registrate durante una sessione di test privata.